# 디프테리아
디프테리아(diphtheria)는 디프테리아균의 외독소에 의한 전염력이 강한 급성 감염 질환으로, 현재 법정전염병 제1급에 속한다. 감염 2~5일 후부터 외독소 배출에 따라 증상이 발생하며, 주로 인후통과 열로 증상이 시작한다. 증상은 경미한 수준에서 치명적인 수준까지 다양한데, 심각한 경우 목에 흰색 판이 형성되어 크룹이 발생한다. 림프절의 비대증으로 인해 목이 붓는다. 피부, 생식기 등에도 디프테리아가 발생할 수 있다. 심근염, 신경염, 단백뇨 등의 합병증이 발생할 수 있고, 출혈로 인한 혈소판 감소증 역시 나타나기도 한다. 심근염은 부정맥을, 신경염은 마비를 일으킬 수 있다. 사망률은 5~10%이다.
주로 사람끼리 공기를 통해 전염되나, 오염된 물체에 닿음으로써 전염될 수도 있다. 증상이 나타나지 않는 경우에도 전염이 발생한다. 디프테리아균은 총 세 종류가 있는데, 각 종류에 따라 위험성에 차이가 있다. 목의 증상을 통해 진료하며 미생물 배양을 통해 확실하게 검증할 수 있다. 이전에 감염된 적이 있다 하더라도 재발할 수 있다.
디프테리아 백신을 통해 예방할 수 있다. 파상풍 백신, 백일해 백신 등과 함께 접종할 것과, 십년마다 재접종 할 것이 권장된다. 혈중의 항독소 농도를 측정함으로써 제대로 방어력이 생겼는지 검증할 수 있다. 병원균에 노출된 경우 에리트로마이신, 벤질페니실린 등의 항생제를 통해 발병을 막을 수 있으며, 심각한 증상이 나타난 경우 기관절개술을 수행할 수도 있다.
1980년에는 전세계적으로 10만명의 환자가 나타나던 것에 비해, 2015년에는 4천 5백명으로 그 수가 크게 감소했다. 1980년 전에는 매년 백만명의 환자가 발생했던 것으로 여겨진다. 사하라 이남 아프리카, 인도, 인도네시아에서 가장 흔하게 발생한다. 1990년에는 8천명의 사망자가 발생한 것에 비해, 2015년에는 2천 1백명으로 크게 감소했다. 어린이가 주로 감염된다. 선진국에서는 예방접종의 발달로 인해 발병률이 많이 감소했으나, 예방접종 비율이 감소할 때는 종종 나타나기도 한다. 미국에서는 1980년에서 2004년 사이에 57건만 보고되었다. 히포크라테스에 의해 처음으로 기록되었으며 세균은 1882년 에드윈 클레프스(Edwin Klebs)가 처음 동정하였다.

## 증상

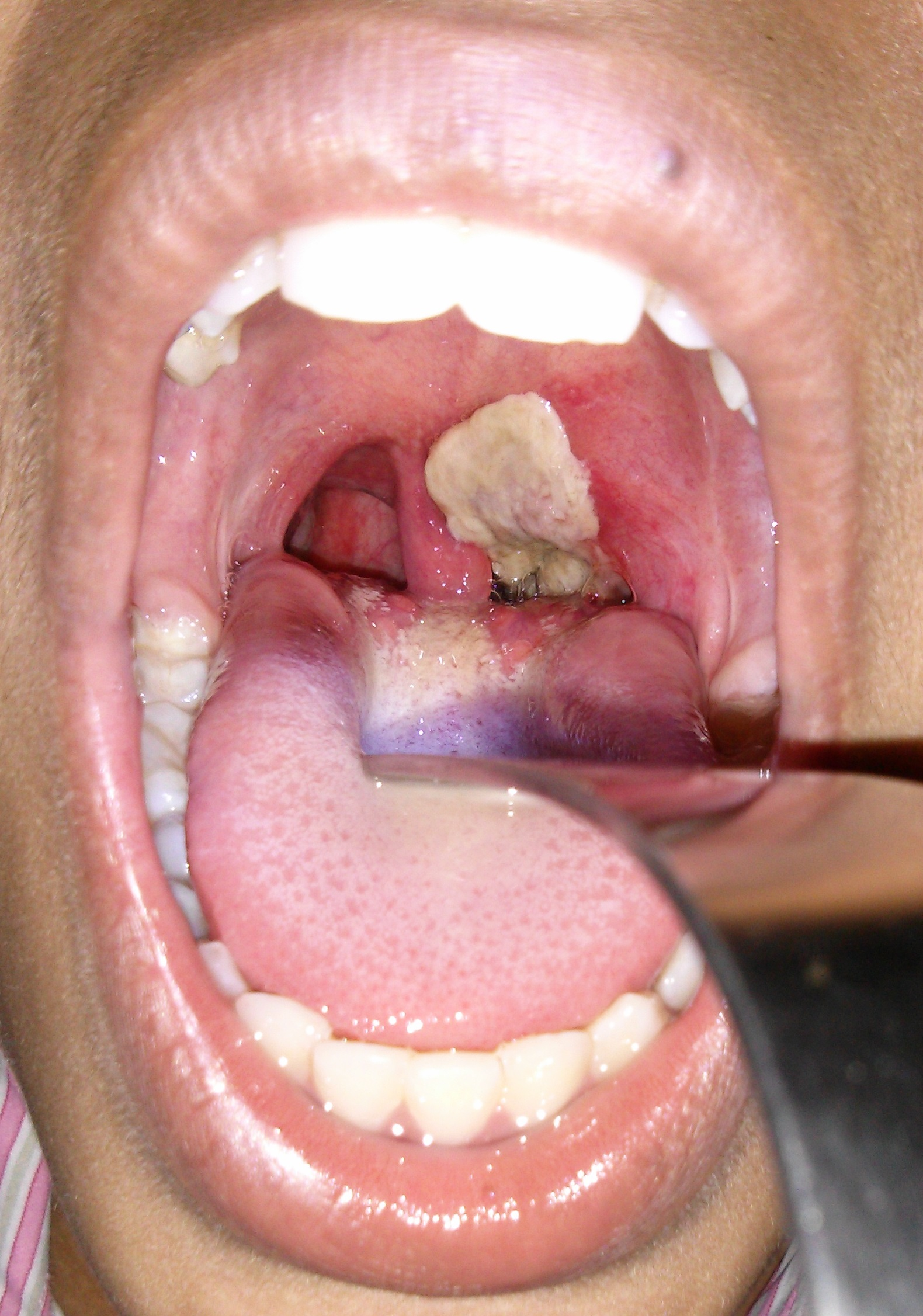
편도선을 덮는 끈적거리는 회색 위막(僞膜)은 대표적인 병증이다.

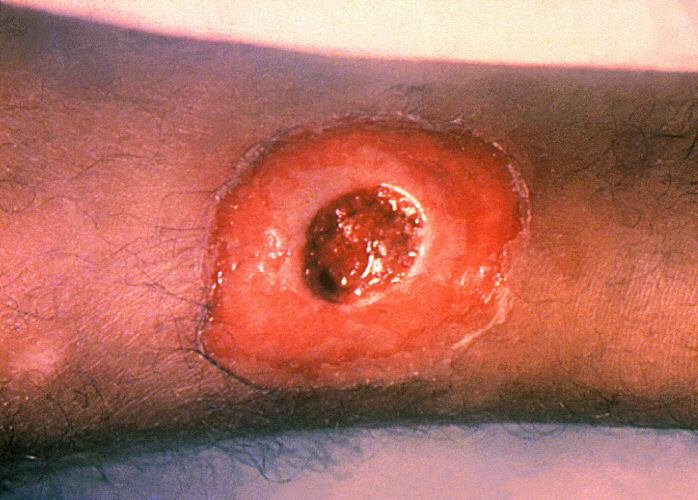
다리에 나타난 디프테리아 병변

디프테리아의 증상은 감염 후 며칠 내에 발생한다. 대표적인 증상으로는 38 °C 이상의 고온, 오한, 피로감, 청색증, 인후통, 발성장애, 기침, 두통, 삼킴곤란, 호흡곤란, 과호흡, 악취와 혈흔이 있는 코 분비물, 임파선염 등이 있다. 세균은 2~3일 내로 호흡기 조직에 침투하여 목과 코가 죽은 조직세포로 이루어진 두꺼운 회색 막으로 뒤덮인다. 이 막은 위막(僞膜)이라고 부른다. 코, 편도선, 성대, 목 등을 뒤덮음으로써 호흡과 삼킴에 어려움이 생긴다. 부정맥, 근막염, 중추 및 말초신경 마비가 발생하기도 한다.

### 디프테리아 크룹
후두의 디프테리아 감염은 목과 인후를 붓게 만들어 "황소 목"을 발생시킨다. 목구멍의 부음은 쇳소리, 개가 짖는듯한 기침, 그릉거림, 발성장애, 호흡곤란 등의 호흡기 병증을 나타낸다. 이 증상은 디프테리아 크룹(diphtheritic croup), 진크룹(true croup) 등으로 불리며, 단순히 크룹으로 불리기도 한다. 크룹은 디프테리아 백신이 관례적으로 접종되는 국가에서는 잘 발견되지 않는다. 따라서 이제 크룹이라함은 디프테리아 뿐만 아니라 다른 무관한 바이러스성 질병에 의해 발생하는 유사 증상까지 포함하여 일컫는 말이 되어버렸다.

## 전염
주로 감염된 사람이 재채기를 하거나 기침을 할 때 공기를 통해 다른 사람에게 전염된다. 세균 입자들이 공중에 떠다닐 때 이를 흡입함으로써 감염이 일어난다. 피부에 난 디프테리아성 병변과 접촉할 경우에도 전염이 일어날 수 있으나, 흔한 경우는 아니다. 감염된 사람과 접촉한 매개물에 남아있는 세균이 감염을 일으킬 수도 있다. 디프테리아균의 일종인 Corynebacterium ulcerans이 몇몇 동물들에서 발견되는 등 인수공통감염병으로 간주할 요소가 있긴 하나, 아직 신뢰할 정도로 검증되지는 않았다.

## 참고 문헌
- Holmes, R .K. (2005). 〈Diphtheria and other corynebacterial infections〉.   Kasper;  외. 《Harrison's Principles of Internal Medicine》 16판. New York: McGraw-Hill. ISBN 978-0-07-139140-5.
- "Antitoxin dars 1735 and 1740." The William and Mary Quarterly, 3rd Ser., Vol 6, No 2. p. 338.
- Shulman, S. T. (2004). “The History of Pediatric Infectious Diseases”. 《Pediatric Research》 55 (1): 163–176. doi:10.1203/01.PDR.0000101756.93542.09. PMID 14605240.